# Stefanie Heinzmann (album)
Stefanie Heinzmann – trzeci album szwajcarskiej piosenkarki Stefanie Heinzmann, zatytułowany jej imieniem i nazwiskiem. Został wydany przez Universal Music Domestic 16 marca 2012 roku. Album dotarł do top10 w Niemczech oraz zadebiutował na podium w Szwajcarii.

## Lista utworów
1. Fire - 4:06
2. Diggin' In The Dirt - 3:33
3. Not At All - 3:00
4. Coming Up For Air - 2:52
5. Everyone's Lonely - 3:41
6. Another Love Song - 3:47
7. Stain On My Heart - 3:10
8. Second Time Around - 3:02
9. Ain't No Way - 3:00
10. Show Me The Way - 3:06
11. This Old Heart of Mine - 2:36
12. Numb The Pleasure - 2:56
13. You Made Me See - 2:48
14. Old Flame - 3:43
15. Home to Me - 2:53

## Pozycje
| Lista                 | Kraj/Region | Pozycja |
| --------------------- | ----------- | ------- |
| Austrian Albums Chart | Austria     | 24      |
| German Albums Chart   | Niemcy      | 8       |
| Hitparade.ch          | Szwajcaria  | 3       |